# 天主教马格德堡教区
天主教馬格德堡教區（拉丁語：Dioecesis Magdeburgensis）是羅馬天主教以德國東部馬格德堡為中心的一個教區，屬帕德伯恩總教區。

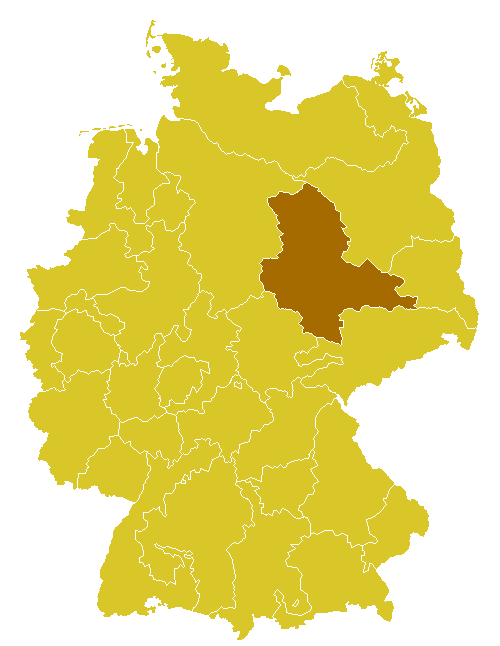
馬格德堡教區管轄範圍圖

2011年，有教友88,000人，2008年有110個堂區、149名司鐸、29名執事、28名修士、178名修女。現任教區主教為格爾哈特·費基。
總教區成立於968年，1648年撤銷，1973年7月23日設宗座署理區。1994年6月27日恢復。